# Bộ Cá chồn
Bộ Cá chồn (danh pháp khoa học: Ophidiiformes) là một bộ cá vây tia bao gồm cá chồn (họ Ophidiidae), cá ngọc trai (họ Carapidae), brotulas (họ Bythitidae) và các đồng minh.
Bộ cá này bao gồm nhiều loài cá biển sâu, trong đó loài sinh sống ở độ sâu lớn nhất đã biết là Abyssobrotula galatheae, được tìm thấy tại độ sâu 8.370 mét (27.460 ft) trong rãnh Puerto Rico. Tuy nhiên, nhiều loài khác sống ở vùng nước nông, đặc biệt là gần rạn san hô, trong khi một vài loài sống trong môi trường nước ngọt. Hầu hết các loài sống trong môi trường sống nhiệt đới hoặc cận nhiệt đới, nhưng một số loài được biết đến xa về phía bắc tới bờ biển Greenland cũng như xa về phía nam tới biển Weddell.
Chúng thường có cơ thể thanh mảnh với đầu nhỏ, và vảy mịn, hoặc không có gì cả. Nhóm này bao gồm cá nổi, cá đáy, và thậm chí cá ký sinh, mặc dù tất cả đều có một hình dáng cơ thể tương tự. Một vài loài là thai sinh (cá đẻ con) chứ không phải là noãn sinh (cá đẻ trứng). Chúng có kích thước từ nhỏ như ở Grammanoides opisthodon chỉ dài 5 cm (2,0 inch), đến lớn như Lamprogrammus shcherbachevi dài tới 2 mét (6,6 ft).

## Phân loại
Bộ này bao gồm 5 họ sau:
- Phân bộ Bythitoidei
  - Aphyonidae: 6 chi, 23 loài.
  - Bythitidae: 52 chi, 208 loài
  - Parabrotulidae: 2 chi, 3 loài.
- Phân bộ Ophidioidei
  - Carapidae: 8 chi, 35 loài
  - Ophidiidae: 50 chi, 256 loài cá chồn và đồng minh

Các họ Ranicipitidae và Euclichthyidae từng có thời được xếp trong bộ này, nhưng hiện nay được chuyển sang bộ Gadiformes; với Ranicipitidae sáp nhập vào họ Gadidae.